# Johan Pehrsson i Lövö
Johan (Jan) Pehrsson, född 14 november 1731 Vårdö socken, död 1792 i Stockholm, var en svensk bonde och riksdagsman.
Johan Pehrsson var son till bonden Per Johansson. Han övertog som ung fädernegården Mansas i Lövö by och företog omfattande röjningsarbeten och nyodlingar på sina ägor och blev i hemtrakten känd som en introduktör av nya odlingsmetoder och nya åkerbruksredskap som mullplogen och torvkammen. Vid riksdagarna 1778–1779 och 1792 var Pehrsson ledamot av bondeståndet som representant för Åland. Därunder liksom under många besök i Stockholm mellan riksdagarna arbetade han för att främja Ålands intressen, bland annat genom att inge besvär om frigivande av vedseglationen och försöka uppnå lättnader i postföringsskyldigheten.